# La Loma, Culiacán
La Loma är en ort i Mexiko.   Den ligger i kommunen Culiacán och delstaten Sinaloa, i den västra delen av landet, 1 000 km nordväst om huvudstaden Mexico City. La Loma ligger 40 meter över havet och antalet invånare är 1 362.
Terrängen runt La Loma är platt. Runt La Loma är det mycket glesbefolkat, med 6 invånare per kvadratkilometer. Närmaste större samhälle är Quila, 4,8 km norr om La Loma. Trakten runt La Loma består till största delen av jordbruksmark.